# Peçac de Bordèu
Peçac (nom occità) (en francès Pessac) és un municipi francès situat al departament de la Gironda i a la regió de la Nova Aquitània. L'any 2004 tenia 57.000 habitants.

## Evolució demogràfica
| Evolució de la població Ehess i INSEE |       |       |       |       |       |       |       |       |
| 1793                                  | 1800  | 1806  | 1821  | 1831  | 1836  | 1841  | 1846  | 1851  |
| 1 430                                 | 1 336 | 1 414 | 1 349 | 1 502 | 1 341 | 1 708 | 1 785 | 2 094 |

| 1856  | 1861  | 1866  | 1872  | 1876  | 1881  | 1886  | 1891  | 1896  |
| ----- | ----- | ----- | ----- | ----- | ----- | ----- | ----- | ----- |
| 2 334 | 2 537 | 2 676 | 4 743 | 3 103 | 3 227 | 3 759 | 3 944 | 4 411 |

| 1901  | 1906  | 1911  | 1921  | 1926  | 1931   | 1936   | 1946   | 1954   |
| ----- | ----- | ----- | ----- | ----- | ------ | ------ | ------ | ------ |
| 4 239 | 4 612 | 5 234 | 6 691 | 8 268 | 10 706 | 13 004 | 17 769 | 19 226 |

| 1962   | 1968   | 1975   | 1982   | 1990   | 1999   | 2006 | 2011 | 2016 |
| ------ | ------ | ------ | ------ | ------ | ------ | ---- | ---- | ---- |
| 24 281 | 36 986 | 51 360 | 50 267 | 51 055 | 56 143 | -    | -    | -    |

| 2019 | - | - | - | - | - | - | - | - |
| ---- | - | - | - | - | - | - | - | - |
| -    | - | - | - | - | - | - | - | - |

## Administració
| Període   | Identitat           | Partit |
| --------- | ------------------- | ------ |
| 1945-1947 | Roger Cohé          |        |
| 1947-1953 | Roger Chaumet       |        |
| 1953-1959 | Roger Cohé          |        |
| 1959-1977 | Jean-Claude Dalbos  | RPR    |
| 1977-1983 | André Pujol         | PS     |
| 1983-1989 | Jean-Claude Dalbos  | RPR    |
| 1989-2001 | Alain Rousset       | PS     |
| 2001-2008 | Pierre Auger        | PS     |
| 2008-     | Jean-Jacques Benoît | PS     |

## Patrimoni Mundial
L'anomenada Cité Frugès, un barri de cases per a treballadors concebut com a ciutat-jardí, promogut per l'industrial sucrer Henry Frugès i planificat per Le Corbusier (1924-1926), figura inscrita des de l'any 2016 a la llista de Patrimoni Mundial de la Unesco entre els llocs més representatius de l'obra arquitectònica d'aquest arquitecte. L'ajuntament de Peçac ha adquirit una de les cases de la Citè Frugès que ha rehabilitat com a centre d'interpretació del lloc.

## Agermanament
- Burgos
- Galaţi
- Göppingen

## Personatges il·lustres
- Jacques Ellul hi va morir.